# Tad Stones
Tad Stones (Burbank, 1952) è un animatore statunitense.
È noto l'autore della serie animata Disney Darkwing Duck (di cui dagli anni 2010 ha creato anche una serie di fumetti omonimi).

## Cartoni animati e film
- Pippo e lo sport in Calciomania
- I Gummi (95 puntate)
- DuckTales (100 puntate)
- Cip & Ciop agenti speciali (65 puntate)
- Darkwing Duck (91 puntate)
- Il ritorno di Jafar
- Aladdin (86 puntate)
- Aladdin e il re dei ladri
- Hercules (65 puntate)
- Buzz Lightyear da Comando Stellare - Si parte! (episodio pilota)
- Buzz Lightyear da Comando Stellare (62 puntate)
- Atlantis - Il ritorno di Milo